# Pompe aux grattons

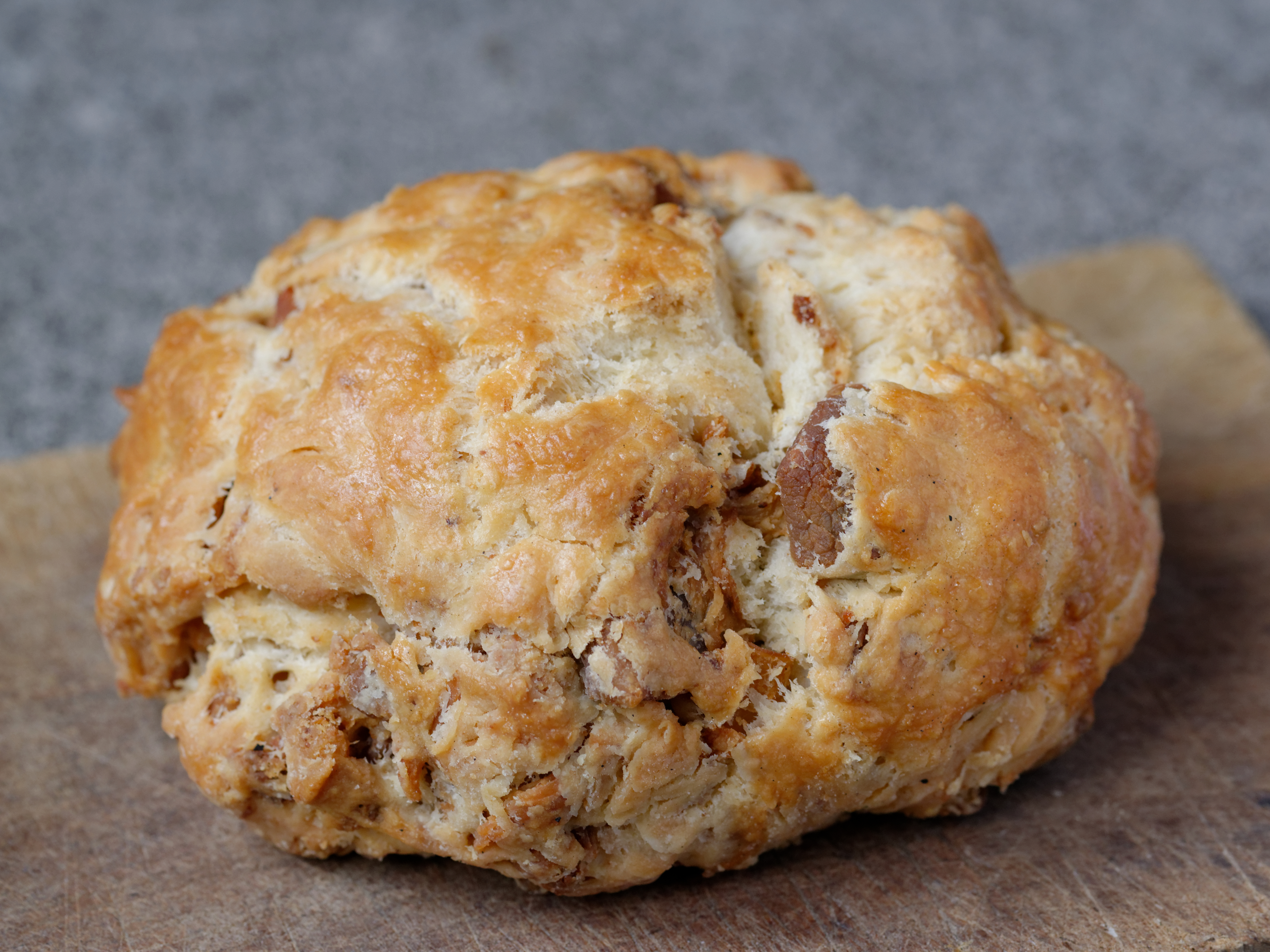
Pompe aux grattons

La pompe aux grattons est une spécialité culinaire du centre de la France (Bourbonnais et, plus généralement, Auvergne).
Elle se fabrique en général avec une sorte de pâte à brioche salée, qui comporte moins d'œufs que la brioche classique et, dans laquelle le beurre est, totalement ou partiellement, remplacé par les grattons, résidus de viande et de graisse de porc fondus et dorés.
La pompe aux grattons se sert souvent tiède, à l'apéritif et lors des vins d'honneur.
On la trouve couramment chez les boulangers de la région. On peut sans doute considérer qu'elle fait partie des éléments identitaires du Bourbonnais.
Le mot « pompe » est un terme régional qui s'applique dans le sud et le centre de la France à différentes pâtisseries. Le Bourbonnais connaît aussi la pompe aux pommes et le pâté aux pommes de terre.